# 特定化学物質及び四アルキル鉛等作業主任者技能講習
特定化学物質及び四アルキル鉛等作業主任者（とくていかがくぶっしつおよびしアルキルなまりとうさぎょうしゅにんしゃ）は、労働安全衛生法に規定される作業主任者（国家資格）のうち「特定化学物質作業主任者」と「四アルキル鉛等作業主任者」の一方又は両方に選任される資格を得るための技能講習である。

## 概要
- 特定化学物質や四アルキル鉛による汚染から労働者を保護するため労働安全衛生上の労働者の衛生の確保にも配慮する。

## 受講資格
- 制限なし(ただし18歳未満は特定化学物質作業主任者及び四アルキル鉛作業主任者に選定できない)

## 技能講習
- 制度改正により2006年4月1日から旧制度の講習が整理統合され、新設された。この技能講習を修了することで、特定化学物質作業主任者と四アルキル鉛等作業主任者のいずれにも選任されることが可能となる。
- 新制度では旧・特定化学物質等作業主任者技能講習から現・石綿作業主任者講習が独立しているので、石綿作業主任者に選任されることは出来ない（石綿作業主任者講習を修了する必要がある）。
- なお、2006年3月31日までに旧・特定化学物質等作業主任者技能講習（旧講習名には「等」の文字が入っている）を修了した者は、従来どおり、現・特定化学物質作業主任者と石綿作業主任者に、また、四アルキル鉛等作業主任者技能講習を修了した者は同作業主任者のみに、それぞれ選任されることができる。

| 講習名                         | 作業主任者   | 作業主任者     | 作業主任者 | 備考                           |
| ------------------------------ | ------------ | -------------- | ---------- | ------------------------------ |
| 講習名                         | 特定化学物質 | 四アルキル鉛等 | 石綿       | 備考                           |
| 特定化学物質及び四アルキル鉛等 | ○            | ○              | ×          | 新制度                         |
| 旧・特定化学物質等             | ○            | ×              | ○          | 旧制度                         |
| 旧・四アルキル鉛等             | ×            | ○              | ×          | 旧制度                         |
| 石綿                           | ×            | ×              | ○          | 新制度。旧特化物等講習から独立 |

### 講習科目
1. 健康障害及びその予防措置に関する知識（4時間）
2. 作業環境の改善方法に関する知識（4時間）
3. 保護具に関する知識（2時間）
4. 関係法令（2時間）
5. 修了試験